# لو هارتوغ فان باندا
لو هارتوغ فان باندا (بالهولندية: Lo Hartog van Banda) هو كاتب وكاتب سيناريو هولندي، ولد في 4 نوفمبر 1916 في لاهاي في هولندا، وتوفي بنفس المكان في 2 فبراير 2006.

## وصلات خارجية
- لو هارتوغ فان باندا على موقع IMDb (الإنجليزية)
- لو هارتوغ فان باندا على موقع ميوزك برينز (الإنجليزية)